# Dylan Baker
Dylan Baker (Syracuse, 7 oktober 1959) is een Amerikaans acteur. Hij speelt zowel in films en televisieseries als op het toneel. Grootschalige commerciële successen waarvan hij deel uitmaakte, zijn onder meer Requiem for a Dream, Road to Perdition, Spider-Man 2 en Revolutionary Road.
Baker speelt uiteenlopende personages. Zo geeft hij in Happiness gestalte aan een pedofiel, in The Hunting Party aan een CIA-agent, in Fido aan een brave burgerman met een zombie als huisdier en in Spider-Man 2 en Spider-Man 3 aan wetenschapper Curt Connors.
Baker trouwde in 1990 met actrice Becky Ann Baker, met wie hij in 1993 dochter Willa kreeg.

## Filmografie
*Exclusief televisiefilms
| - Selma (2014) - Anchorman 2: The Legend Continues (2013) - 23 Blast (2013) - 2 Days in New York (2012) - Secretariat (2010) - Under New Management (2009) - Revolutionary Road (2008) - Trick 'r Treat (2008) - Diminished Capacity (2008) - The Stone Angel (2007) - Across the Universe (2007) - The Hunting Party (2007) - Spider-Man 3 (2007) - When a Man Falls in the Forest (2007) - Let's Go to Prison (2006) - Fido (2006) - Pitch (2006) - Live at Five (2005) - Hide and Seek (2005) - Stealing Martin Lane (2005) - The Matador (2005) - Kinsey (2004) - Spider-Man 2 (2004) - Rick (2003) - How to Deal (2003) - Head of State (2003) - A Gentleman's Game (2002) | - Grasp (2002) - Road to Perdition (2002) - Changing Lanes (2002) - The Laramie Project (2002) - Along Came a Spider (2001) - The Tailor of Panama (2001) - Thirteen Days (2000) - The Cell (2000) - Requiem for a Dream (2000) - Committed (2000) - Random Hearts (1999) - Oxygen (1999) - Simply Irresistible (1999) - Celebrity (1998) - Happiness (1998) - True Blue (1996) - The Stars Fell on Henrietta (1995) - Disclosure (1994) - Radioland Murders (1994) - Life with Mikey (1993) - Love Potion No. 9 (1992) - The Last of the Mohicans (1992) - Passed Away (1992) - Delirious (1991) - The Long Walk Home (1990) - The Wizard of Loneliness (1988) - Planes, Trains & Automobiles (1987) |

## Televisieseries
*Exclusief eenmalige gastrollen
- The Good Wife - Colin Sweeney (2010-2015, acht afleveringen)
- Kings - William Cross (2009, dertien afleveringen)
- Drive - John Trimble (2007, zes afleveringen)
- Law & Order - Sanford Rems (1991-2006, vijf afleveringen)
- The Book of Daniel - Roger Paxton (2006, acht afleveringen)
- Life As We Know It - Roland Conner (2004-2005, drie afleveringen)
- The Pitts - Bob Pitt (2003, zeven afleveringen)
- The Practice - Sen. Keith Ellison (2001, twee afleveringen)
- Big Apple - Inspector Bob Cooper (2001, twee afleveringen)
- Murder One - Det. Arthur Polson (1995-1996, twintig afleveringen)

- Biblioteca Nacional de España: XX1140043
- Bibliothèque nationale de France: cb14152221x (data)
- Gemeinsame Normdatei: 173752748
- International Standard Name Identifier: 0000 0000 7822 921X
- Library of Congress Control Number: no98115277
- MusicBrainz: 8aed89e9-9f25-429a-885b-1617a381d9ff
- Nationale Bibliotheek van Tsjechië: pna2007418504
- Nationale Bibliotheek van Israël: 987007440347205171
- Nederlandse Thesaurus van Auteursnamen: 285643940
- Système universitaire de documentation: 161992161
- Trove: 1453194
- Virtual International Authority File: 44508065
- WorldCat: E39PBJv8FMP6TqwDfK99Fkg9Xd